# 圓神出版社
圓神出版社（英語：Eurasian Press）是台灣的出版公司，由簡志忠於1985年創立，為圓神出版事業機構核心公司。

## 相關連結
- 同集團其他出版社：
  - 方智出版社
  - 先覺出版社
  - 究竟出版社
  - 如何出版社
  - 寂寞出版社

## 外部連結
- 官方网站 （繁體中文）
- 圓神出版社的Facebook專頁